# Joachim Witt
Pour les articles homonymes, voir Witt.
Joachim Witt, né le 22 février 1949 à Hambourg, est un musicien allemand.

## Carrière
Il a commencé sa carrière dans les années 70 sous le nom « Julian » avec les deux titres Ich bin ein Mann et Ich weiß, ich komm zurück. Ces derniers furent tous deux des échecs.
Plus tard, il fut membre du groupe de rock allemand Duesenberg (de).
Sa percée dans le monde de la musique commença réellement avec le début de sa carrière solo grâce à son titre Goldener Reiter (Cavalier doré) de son album Silberblick.
En 1998, il fêta son grand retour avec son nouvel album Bayreuth 1. Son titre Die Flut (la marée), écrit et chanté en duo avec Peter Heppner (le chanteur du groupe Wolfsheim), fut un grand succès.

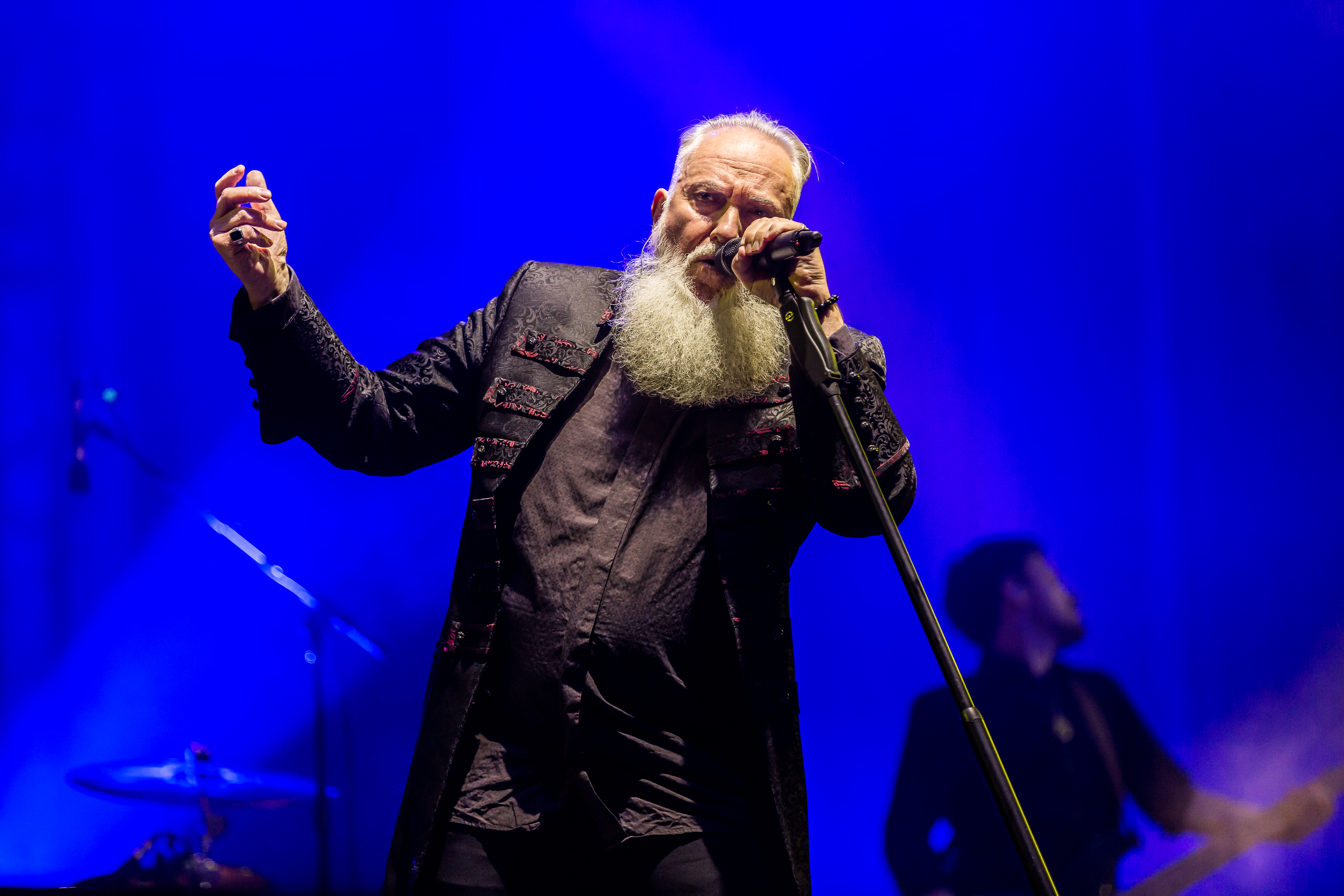
Au Rockharz Open Air en 2019.

Même si l'album suivant, Bayreuth 2, s'est aussi bien vendu, ses deux derniers albums: Eisenherz (cœur de fer) et POP n'ont eu qu'un succès modéré. En 2014 sort l'album Neumond produit par Martin Engler de Mono Inc.. L'album Ich, sorti en 2015, est le premier album entièrement écrit et produit par Joachim Witt. Rübezahl sort en 2018 et est suivi d'un concert à Leipzig dont le CD Refugium paraît peu après, et d'une tournée en Allemagne.
En novembre 2016, il participe à la chanson Children Of The Dark de Mono Inc. en compagnie de Tilo Wolff et Chris Harms (de).
Joachim Witt tient à conserver son indépendance vis-à-vis des maisons de production : ainsi il annonce en 2020 que son prochain projet musical sera soutenu par un financement participatif.

## Discographie
| Année | Album                    |
| ----- | ------------------------ |
| 1980  | Silberblick              |
| 1981  | Goldener Reiter          |
| 1982  | Edelweiß                 |
| 1983  | Märchenblau              |
| 1985  | Mit Rucksack und Harpune |
| 1985  | Moonlight Nights         |
| 1988  | 10 Millionen Partys      |
| 1992  | Kapitän der Träume       |
| 1998  | Witt - Das Beste         |
| 1998  | Bayreuth 1               |
| 2000  | Bayreuth 2               |
| 2002  | Eisenherz                |
| 2004  | POP                      |
| 2006  | Bayreuth 3               |
| 2013  | Dom                      |
| 2014  | Neumond                  |
| 2015  | ICH                      |
| 2016  | Thron                    |
| 2018  | Rübezahl                 |
| 2020  | Rübezahls Rückkehr       |
| 2022  | Rübezahls Reise          |